# Tooni
Tooni est un village de la commune de Piirissaare du comté de Tartu en Estonie.
Au 31 décembre 2011, il compte 11 habitants.